# Eria hosei
Eria hosei är en orkidéart som beskrevs av Alfred Barton Rendle. Eria hosei ingår i släktet Eria och familjen orkidéer. Inga underarter finns listade i Catalogue of Life.